# 長岡良子
長岡 良子（ながおか よしこ、本名：同じ、1951年〈昭和26年〉8月23日 - ）は、日本の漫画家。山形県西村山郡出身、東京都在住。

## 略歴
1975年、『りぼん』10月大増刊（集英社）に掲載された読切30頁の『ナイルの詩（）』にて「高岡和巳」というペンネームで一旦デビューを果たすが、同年2ヶ月後の『週刊少女コミック 増刊ちゃお』12月10日号（小学館）に掲載の『雨が降ると…』では「長岡良子」名義を使用。
まんが情報誌『月刊ぱふ』に拠ると、高校卒業後東京に上京し会社員（事務仕事）として働きながら「漫画家になれたらいいな」という感じで漫画投稿を続けるうち、偶然2社に2ヶ月しか間を置かずに掲載となってしまい、明確な記憶はないが同時期に2社に作品を出していたようだと語っている。なお高岡和巳という筆名と、前述2作目の『雨が降ると…』以降は本名・長岡良子を筆名としても使い続けている点についての説明は無く詳細不明（インタビュー実施：1983年12月1日）。
1981年に創刊された『ボニータ』（秋田書店）に活動の場を移して以降、同誌を中心に多くの作品を発表。日本史や古代エジプトを題材にした作品が多い。『ミステリーボニータ』（秋田書店）で「華麗なる愛の歴史絵巻」シリーズを年2回のペースで掲載している。ところが、2016年3月の時点で秋田書店のサイトで作者のコミックスのデータが『うたかたの曜（ひかり）』までの既刊全部が丸ごと消えて読者を困惑させたが、編集部によれば絶版になりHPから削除したとのことである。

## 作風
叙情的・幻想的な作品を得意とする。歴史漫画という枠にとらわれず、古代の伝説や逸話などを史実と絡め独自の視点から描いている。神や仏、また古代の信仰等への造詣も深い。
単行本のコメントで「歴史に名を残した人物よりも史実に埋もれた人物に興味を持つ」という内容を自身が語っている通り、大局を捉えた作品は少なく、その時代に生きた人々の愛や哀しみの物語を短編で描き、シリーズとして出している。

## 人物
趣味はテレビで野球観戦。埼玉西武ライオンズのファンである。奈良や古代、仏像、古代オリエントが好き。
漫画制作に関して：自身はアシスタントの経験が無く、尚且つアシスタントを使う方が楽になるのは分かってはいるけどあまり使いたいと思わず（使った事はある）、1人でちまちま描くのが好きとも語っている。また編集者が無断でネームに手を加える事があって腹が立った経験もあるとの事。
漫画を描く以外の露出は極めて低く、その人となりを知ることができるのは単行本に掲載されるコメントのみである。初期の単行本には、巻末漫画として自身の日常などを紹介していたが、その後はあまり見られない。『ミステリーボニータ』（秋田書店）2002年9月30日号増刊に「星降る夜の訪問者」が掲載された際に、1ページの「ある日のお局日記」が添えられていたのが最後である（単行本『花踏む鬼』巻末に、セリフの一部を入れ替えた「2002年★★★★夏のお局日記」として収録されている）。

## 作品リスト
- 古代幻想ロマンシリーズ（括弧内は表題作以外の収録作品を示す）
  - 葦の原幻想（春宵華宴、孤悲歌）
  - 夜の虹（天地のあわい、但馬皇女悲歌）
  - 天離る月星
  - 玉響（枯野）
  - 眉月の誓 全4巻
  - 夢の奥城
  - 月の琴（啼沢女の杜）
  - 天ゆく月船（晩蝉、異聞竹取物語）
  - 初月の歌
  - 昏い月（飛火野幻想）
  - 春宵宴 全2巻

- 暁の回廊 全4巻

- 大正叙情ロマネスク
  - ヴィラ21
  - 六月の賦
  - セルリアン小曲集（ソネッツ）
  - 白虹
  - 花明り
  - 断章 全2巻（但し未完結。連載していた雑誌『Candle』が廃刊になった為である。続きに『7 廃園』『8 水辺のお城』の2話が存在するが共に単行本未収録。それでも完結していないものと推測される）

- ナイルのほとりの物語 全11巻

- 華麗なる愛の歴史絵巻（括弧内は表題作以外の収録作品を示す）
  - 花散里の物語
  - 花踏む鬼
  - 夢としりせば
  - うす紅色の夏の影
  - 空より花の散りくるは
  - 花鎮めの祀り
  - 瑠璃の双紙
  - 夜のこだま
  - 水なき空に花は流るる
  - うたかたの曜（梓弓、遊糸天女、水無月幻想）
  - しらしらし（百千鳥、風の声、三千歳の花）